# Wolfgang Rindler
Wolfgang Rindler, avstrijski fizik, * 18. maj 1924, Dunaj, † 8. februar 2019.
Rindler je diplomiral in opravil magisterij na Univerzi v Liverpoolu. Doktoriral je na Imperialnem kolidžu v Londonu. Je profesor fizike na Univerzi Teksasa v Dallasu (UTD).
Med drugim je raziskoval obzorja v kozmologiji, črne luknje v ravnem prostor-času, spinorje in tvistorje v splošni teoriji relativnosti, vidike Machovega načela, topologijo gravitacijskega valovanja, prapok.

## Izbrana dela

### Knjige
- Rindler, Wolfgang (2001), Relativity: Special, General, and Cosmological [Relativnost: posebna, splošna in kozmološka], Oxford University Press, COBISS 2001505, ISBN 0-19-850836-0
- Penrose, Roger; Rindler, Wolfgang (1984–1986), Spinors and Spacetime [Spinorji in prostor-čas], Cambridge University Press
- Rindler, Wolfgang (2003), Introduction to special relativity [Uvod v sploštno teorijo relativnosti], Oxford: Clarendon Press, ISBN 0-19-853952-5

### Strokovni članki
- Rindler, Wolfgang (1956), »Visual horizons in world models«, Mon. Not. R. Astron. Soc., 116: 662–677 Ponatisnjeno Gen. Rel. Gravit., 34 (1): 133–153, 2002, doi:10.1023/A:1015347106729, ISSN 1572-9532 {{citation}}: Manjkajoč ali prazen |title= (pomoč)